# Обозный, Николай Петрович
Николай Петрович Обозный (27 апреля 1945, Сумы — 24 марта 2013, Сумы) — советский партийный деятель, секретарь парткома Сумского машиностроительного научно-производственного объединения имени Фрунзе. Член Ревизионной Комиссии КПУ в 1986—1990 г.

## Биография
Трудовую деятельность начал в 1962 году учеником слесаря-электромонтажника Сумского машиностроительного завода имени Ленина. Работал инженером-конструктором, мастером, энергетиком, заместителем начальника цеха, с 1976 года — заместителем председателя профсоюзного комитета Сумского машиностроительного завода имени Ленина.
Член КПСС.
В 1979—1984 г. — начальник цеха Сумского машиностроительного научно-производственного объединения имени Фрунзе Сумской области.
В 1984—1990 г. — секретарь партийного комитета КПУ Сумского машиностроительного научно-производственного объединения имени Фрунзе Сумской области.
В 1990—2005 г. — заместитель главного инженера производства газоперекачивающих аппаратов и компрессоров Сумского машиностроительного научно-производственного объединения имени Фрунзе Сумской области.
После 2005 г. — на пенсии в городе Сумах Сумской области. Скончался 24 марта 2013 г.

## Награды
- орден Трудового Красного Знамени
- орден Дружбы народов
- медали
- лауреат Государственной премии СССР